# 二宮康明
二宮 康明（にのみや やすあき、1926年4月10日 - 2023年11月15日）は、日本の紙飛行機の設計者、日本紙飛行機協会会長、日本インダストリアルデザイナー協会会員、工学博士、自家用飛行機操縦士。ハードSF研究所客員研究員。

## 概略
紙飛行機設計歴50年の世界的権威、設計したオリジナル機は、競技機から軽飛行機、プロフィール機まで2,600機を超え、素材には紙だけでなくバルサ材やスチレンペーパーも使用して紙飛行機の可能性を追求している。1967年、第1回国際紙飛行機サンフランシスコ大会でグランプリを獲得。1985年シアトルでの第2回大会では元宇宙飛行士マイケル・コリンズらとともに審査委員を務めた。
1967年から、月刊『子供の科学』で紙飛行機の付録を連載。この連載は2016年に終了するまで、49年の長期連載となった。

## 略歴
- 1926年（大正15年） 宮城県仙台市生まれ。
- 1951年（昭和26年） 東北大学工学部（通信工学）卒業。
- 1951年（昭和26年） 電気通信省入省（後の電電公社）マイクロウエーブの研究に従事。電電公社時代は武蔵野電気通信研究所勤務。
- 1967年（昭和42年） 機体と飛ばし方だけ書いて応募した第1回国際紙飛行機サンフランシスコ大会にて滞空競技、飛行時間で 1位となりグランプリ受賞。
- 1967年（昭和42年）「子供の科学」にて紙飛行機連載開始。
- 1970年（昭和45年） アメリカ、オハイオ州コロンバスで開かれた紙飛行機大会で、オリジナルデザイン賞受賞。
- 1975年（昭和50年） 技術指導のため、2年間イランに滞在。
- 1980年（昭和55年） AG社から「ホワイトウイングスシリーズ」発表。
- 1984年（昭和59年） 通商産業省Gマーク商品（グッドデザイン賞の前身）審査委員就任。
- 1984年（昭和59年） 日本紙飛行機協会設立、会長就任。電電公社を退職。
- 1985年（昭和60年） 第2回国際紙飛行機大会（アメリカシアトル市）にて審査員を務める。
- 1985年（昭和60年） 第1回JALカップ紙飛行機大会開催　競技委員長を務める（審査委員長は木村秀政）。
- 1992年（平成4年） 「大空に舞う白い翼・紙飛行機写真展」開催（新宿）。
- 1992年（平成4年）　文部省生涯学習の一環による紙飛行機大会指導（蔵王高原）。
- 1993年（平成5年）　第1回ジャパンカップ全日本紙飛行機選手権大会開催（大会会長）。
- 1999年（平成11年）「二宮康明のペーパーグライダー展」開催（銀座）。
- 2000年（平成12年）「二宮康明のペーパーグライダー展」開催（所沢・千葉）。
- 2001年（平成13年） 国際航空連盟（FAI）より「ポール・ティサンディエ・ディプロマ賞」受賞。
- 2004年（平成16年） サントリー文化財団より地域文化賞受賞。
- 2006年（平成18年） 80歳を記念して、夫人と共に「80＋80二人展」開催（銀座）。
- 2011年（平成23年） 第17回全日本紙飛行機選手権大会より「二宮康明杯」を冠して開催、大会会長を務める。
- 2012年（平成24年） 第18回二宮康明杯・全日本紙飛行機選手権大会開催（大会会長）。
- 2013年（平成25年） 第19回二宮康明杯・全日本紙飛行機選手権大会開催（大会会長）。
- 2013年（平成25年） 第47回吉川英治文化賞受賞。

- 2014年（平成26年） 第20回二宮康明杯・全日本紙飛行機選手権大会開催（大会会長）。

- 2015年（平成27年） 第21回二宮康明杯・全日本紙飛行機選手権大会開催（大会会長）。

- 2016年（平成28年） 第22回二宮康明杯・全日本紙飛行機選手権大会開催（大会会長）。 「子供の科学」の紙飛行機連載終了。
- 2017年（平成29年） 仙台市科学館・「二宮康明氏紙飛行機コレクション」常設展示開始。
- 2017年（平成29年） 第23回二宮康明杯・全日本紙飛行機選手権大会開催（大会会長）。
- 2018年（平成30年） 仙台市・市政功労者表彰受彰。（紙飛行機分野における優れた研究活動と科学教育の推進に尽力し仙台市の教育の振興に寄与）
- 2018年（平成30年） 第24回二宮康明杯・全日本紙飛行機選手権大会開催（大会会長）。
- 2023年（令和5年）11月15日、老衰のため死去。97歳没。

## 著作

### 切り抜く本
- 『子供の科学別冊 よく飛ぶ　紙飛行機型紙集』　誠文堂新光社 1971年4月
- 『子供の科学別冊 よく飛ぶ紙飛行機集』　誠文堂新光社 1972年8月
- 『子供の科学別冊 よく飛ぶ紙飛行機　第2集』　誠文堂新光社　1973年11月
- 『子供の科学別冊 よく飛ぶ紙飛行機　第3集』　誠文堂新光社　1975年1月
- 『子供の科学別冊 よく飛ぶ紙飛行機　第4集』　誠文堂新光社　1976年7月
- 『よく飛ぶ紙飛行機　第1集』　誠文堂新光社　1978年7月 ISBN 978-4416372005
- 『よく飛ぶ紙飛行機　第2集』　誠文堂新光社　1978年7月 ISBN 978-4416373019
- 『よく飛ぶ紙飛行機　第3集』　誠文堂新光社　1978年7月 ISBN 978-4416374122
- 『よく飛ぶ紙飛行機　第4集』　誠文堂新光社　1978年7月 ISBN 978-4416376010
- 『よく飛ぶ紙飛行機　第5集　競技用機編』　誠文堂新光社　1979年7月 ISBN 978-4416379059
- 『よく飛ぶ紙飛行機　第6集　軽飛行機編』　誠文堂新光社　1982年11月 ISBN 978-4416382110
- 『よく飛ぶ紙飛行機　第7集　プロフィルモデル編』　誠文堂新光社　1984年11月 ISBN 978-4416384275
- 『二宮康明の競技用機10機選』　誠文堂新光社　1987年10月 ISBN 978-4416387351
- 『二宮康明の軽飛行機10機選』　誠文堂新光社　1988年11月 ISBN 978-4416388372
- 『二宮康明の変形機10機選』　誠文堂新光社　1990年6月 ISBN 978-4416390306
- 『二宮康明のわりばし機10機選』　誠文堂新光社　1992年6月 ISBN 978-4416392126
- 『二宮康明のやさしい紙飛行機10機選』　誠文堂新光社　1992年7月 ISBN 978-4416392119
- 『よく飛ぶ紙飛行機　vol.1』　誠文堂新光社　1995年9月 ISBN 978-4416395127
- 『よく飛ぶ紙飛行機　vol.2』　誠文堂新光社　1995年9月 ISBN 978-4416395134
- 『よく飛ぶ紙飛行機　vol.3』　誠文堂新光社　1995年9月 ISBN 978-4416395141
- 『よく飛ぶ紙飛行機　vol.4』　誠文堂新光社　1995年9月 ISBN 978-4416395158
- 『よく飛ぶ紙飛行機　vol.5』　誠文堂新光社　1995年9月 ISBN 978-4416395165
- 『いますぐはじめる紙飛行機』　ジャイブ 　2004年12月 ISBN 978-4861760600
- 『新選　二宮康明の紙飛行機集1』　誠文堂新光社　2005年12月 ISBN 978-4416305096
- 『新選　二宮康明の紙飛行機集2』　誠文堂新光社　2005年12月 ISBN 978-4416305102
- 『新選　二宮康明の紙飛行機集3 やさしい機』　誠文堂新光社　2006年1月 ISBN 978-4416306000
- 『新選　二宮康明の紙飛行機集4 変わり型機』　誠文堂新光社　2006年2月 ISBN 978-4416306017
- 『新選　二宮康明の紙飛行機集5 競技用機』　誠文堂新光社　2006年3月 ISBN 978-4416306024
- 『新10機選1 よく飛ぶ競技用機　二宮康明の紙飛行機集』　誠文堂新光社　2010年6月 ISBN 978-4416310229
- 『新10機選2 戦闘機・飛行艇　二宮康明の紙飛行機集』　誠文堂新光社　2010年6月 ISBN 978-4416310243
- 『新10機選3 ホチキス機・棒胴機　二宮康明の紙飛行機集』　誠文堂新光社　2010年12月 ISBN 978-4416310397
- 『新10機選4 よく飛ぶ競技用機II　二宮康明の紙飛行機集』　誠文堂新光社　2013年7月 ISBN 978-4416313060
- 『新10機選5 狭くても楽しめる旋回用機　二宮康明の紙飛行機集』　誠文堂新光社　2014年10月 ISBN 978-4416314432
- 『新10機選6 小型機・変形機　二宮康明の紙飛行機集』　誠文堂新光社　2015年7月 ISBN 978-4416315408
- 『新10機選7 よく飛ぶ競技用機III　二宮康明の紙飛行機集』　誠文堂新光社　2016年7月 ISBN 978-4416616536
- 『親子で飛ばそう！よく飛ぶ高性能紙飛行機　子供の科学特別編集』　誠文堂新光社　2017年2月 ISBN 978-4416617076

### 教本
- 『日本で生まれ育った 高性能　紙飛行機 その設計・製作・飛行技術のすべて』　誠文堂新光社　2013年10月 ISBN 978-4416313077

### 写真集
- 『光・風そして雲　二宮康明紙飛行機写真集』　誠文堂新光社　1981年12月 ISBN 978-4416381014
- 『大空に舞う白い翼　二宮康明 紙飛行機写真集』　誠文堂新光社　1993年6月 ISBN 978-4416893142
- 『翼と風の詩　二宮康明 紙飛行機写真集』　株式会社 エイチ ツゥ エイチ　2004年9月 自費出版
- 『翼と風の詩II　二宮康明 紙飛行機写真集』　株式会社 あおぞら　2013年4月 自費出版

### 海外版
- 『Jet-Age Jamboree. Complete Collection of Paper Airplanes』　Tokyo. Japan Pub　1968年
- 『Airborne All-Stars. Paper Flying Models of Famous Aircraft』　Tokyo. Japan Pub　1969年
- 『Aeromodellismo di carta』　Ed. Calderini,（Bologna）  Italian　1973年

### 論文
- 『VHFないしSHF領域における伝送特性の直視測定に関する研究』　東北大学　博士論文　1962年